# 南海德
南海德（英語：Nunhead）是倫敦的一個郊區地區，位於南華克倫敦自治市。這一地區地處查令十字東南4英里（6.4）。